# ولایت بغلان
ولایت بَغلان (نام سابق: baga-dānaka، بلخی: bagolango، انگلیسی: Baghlan به‌معنای «شبه‌معبد» یا تابع، پس رو) یکی از ۳۴ ولایت افغانستان به مرکزیت شهر پلخمری است. بغلان  نمهین پهناور و دوازدهمین ولایت پرجمعیت افغانستان است. پهناوری آن ۱۸٬۲۵۵ کیلومتر مربع و جمعیت آن یک میلیون نفر است. بغلان در شمال افغانستان و به شکل مثلث واقع شده، از شمال به تخار، از شمال شرق به قندوز، از جنوب شرق به پنجشیر، از جنوب به پروان و از غرب به سمنگان و بامیان محدود است. میانگین ارتفاع آن ۱۸۰۴ متر و بلندترین نقطه آن قله قول برسنگ با ۴۵۴۱ متر بلندی است. بغلان از ولایت‌های سرسبز و خوش آب و هوای افغانستان است که دره‌های حاصلخیز آن توسط رود قندوز آبیاری می‌شود.
ولایت بغلان از جمله ولایات صنعتی افغانستان است؛ که در شمال کشور موقعیت دارد و پیش‌تر مربوط به ولایت قطغن و بدخشان می‌شد. این ولایت همزمان با ولایات بلخ و تخار انکشاف نموده از تاریخ کهن برخوردار است و طبق کاوش‌های باستان‌شناسان فرانسوی در معبد سرخ‌کوتل واقع در ۱۲ کیلومتری شهر پلخمری، این منطقه مرکز کنیشکا، امپراتور معروف کوشانی بوده است. علاوه‌بر مراکز تفریحی و گردشگری زیادی که در ولایت بغلان وجود دارد، درهٔ خوست‌ها، خنجان و اندراب از مناطق بزرگ گردشگری این ولایت به‌شمار می‌رود.

## نام
طبق سنگ‌نوشتهٔ نوکونزوکو که از پایگاه باستانی سرخ کوتل بدست‌آمده نام بغلان از زبان بلخی: (bagolango) گرفته شده است که به‌معنای «شبه‌معبد» می‌باشد. این سنگ‌نوشتهٔ در اوایل قرن دوم میلادی، در زمان سلطنت کانیشکا امپراتور کوشان، بر روی معبد سرخ‌کوتل حک شده‌بود.
در نوشته‌های راهب بودایی چینی شوان‌زانگ (Xuanzangt) که در اواسط قرن هفتم میلادی، از بغلان عبور نمود، آنجا را به‌نام پادشاهی فوک‌یالانگ ثبت کرده است.

## پیشینهٔ تاریخی
آثار به‌دست آمده از ساحات رباطک و سرخ‌کوتل نشان می‌دهد که این آثار به زمان کنشکای کبیر و کوشانی‌های کوچک بر می‌گردد. کوشانی‌ها در قرون ۲ تا ۵ میلادی زیست داشتند. این آثار قدامت تاریخی ولایت بغلان را دوهزار سال قبل از اسلام نشان می‌دهد که در آن زمان کوتل رباطک و سرخ کوتل مکان عبادت آتش پرستان بود.
سرزمین بغلان در گذشته از آن کوشان‌ها بود و آثار باستانی فراوانی از آن زمان به جا مانده است که یکی آن‌ها تپهٔ «چیم‌قلعه» است که باشندگان پیرامون آن عرب‌های فارسی‌زبان هستند.
این تپه در زمان جنگ‌های داخلی مورد کند و کاوی زیادی از سوی زورمندان محلی قرار گرفت و در زمان حکومت طالبان آشکارا بخش‌هایی از این اثر ارزشمند با بیل مکانیکی خاکبرداری و ویران شد و هدف همه پیدا کردن گنج بود و به تازگی هم کسی به نام میرویس مرتبط با گلبدین حکمتیار به بخش‌هایی دیگری از این اثر را برای یافتن گنج ویران کرده است.
|  |  |

|  |  |

## جغرافیا
بغلان یکی از ولایات مهم صنعتی و زراعتی می‌باشد که در شمال‌شرق کشور افغانستان شده است. این ولایت که در ۲۹ درجه و ۳۱ دقیقه عرض البلد شمالی و در ۵۸ درجه و ۴۸ دقیقه طول البلد شمالی قرار گرفته است ۱۸۲۵ کیلومترمربع مساحت و ۱٬۰۱۴٬۶۳۴ نفر جمعیت دارد.

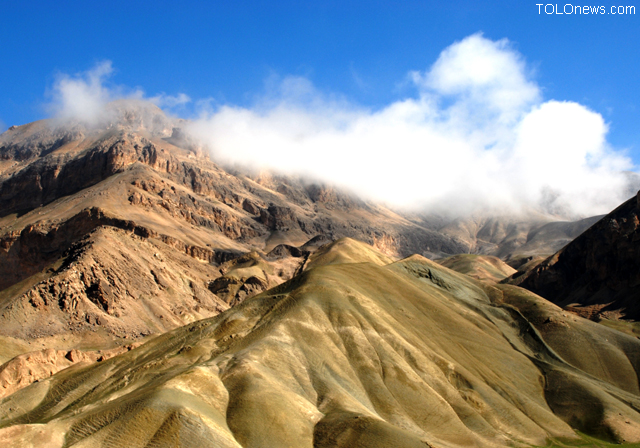
نمایی از کوه‌های ولایت بغلان

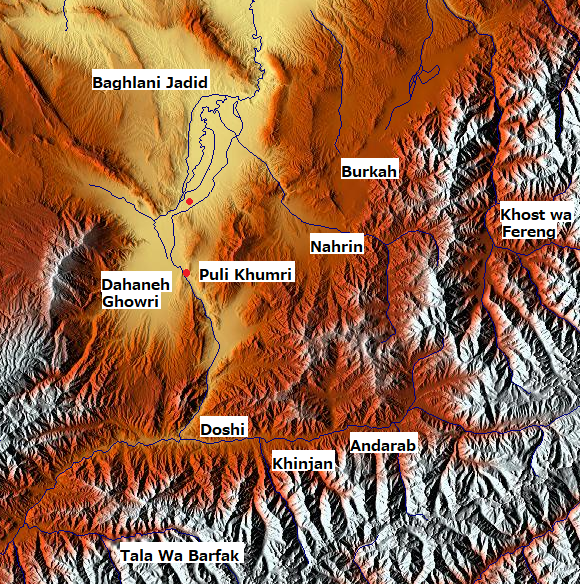
توپوگرافی ولایت بغلان

ولایت بغلان از طرف شمال شرق به ولایات پنجشیر، تخار و کندز، از غرب با ولایات سمنگان و بامیان و از جنوب به ولایت پروان قرار دارد. سالنگ شمالی در محدودهٔ بغلان و سالنگ جنوبی در ولایت پروان واقع بوده که این دو ولایت را از هم جدا نموده است.
در جنوب و شرق بغلان کوه‌های هندوکش واقع شده است که متوسط ارتفاع آن به ۵۰۰۰ متر از سطح دریا می‌رسد؛ دیگر رشته‌کوه‌های این ولایت، کوه مغلان، کوه چنغور و کوه مختار می‌باشد. دریای بامیان، دریای اندراب و دریای خنجان از معاونین دریای پل‌خمری هستند که در حصه جَرِخشک پس یکجا شدن با دریای نهرین، دریای پل‌خمری را تشکیل می‌دهند. دریای پلخمری از شهر پلخمری می‌گذرد و دو بند برق نیز بالای آن اعمار شده است.
بغلان دارای سه منطقه کشاورزی می‌باشد. بغلان نو در ۴ کیلومتری جنوب جای دارد. شهر تازه مرکز استانداری است و از سال ۱۹۳۷ به گستره حکومتی شیرخان افزوده شد و مرکز حکومتی از خان آباد به این منطقه منتقل شده است. در سوی جنوب بغلان نو و با فاصله ۸ کیلومتری بغلان صنعتی جای دارد
بازار شهر به دو بخش تقسیم شده است، در مرکز و ناحیه غربی غلات و میوه و در بخش خاوری بازار تجاری، خیاطی و چاپخانه دیده می‌شود. از ولسوالی‌های مشهور ولایت بغلان می‌توان از خوست، فرنگ، گذرگاه نور و اندراب نام برد.

### آب‌وهوا
بغلان اقلیم معتدل داشته، در تابستان گرم و در خزان و زمستان سرد می‌باشد. درجه حرارت در زمستان به منفی ۲۲ الی ۳۲ می‌رسد. ولسوالی خنجان از جمله ولسوالی‌های سردسیر آن بشمار می‌رود که در تابستان حرارت آن از مثبت ۱۸ سانتی گرید بالا نمی‌رود. سطح متوسط بارندگی سالانه آن نیز ۲۶۹۸ ملی متر می‌باشد.
| داده‌های اقلیم بغلان     | داده‌های اقلیم بغلان | داده‌های اقلیم بغلان | داده‌های اقلیم بغلان | داده‌های اقلیم بغلان | داده‌های اقلیم بغلان | داده‌های اقلیم بغلان | داده‌های اقلیم بغلان | داده‌های اقلیم بغلان | داده‌های اقلیم بغلان | داده‌های اقلیم بغلان | داده‌های اقلیم بغلان | داده‌های اقلیم بغلان | داده‌های اقلیم بغلان |
| ماه                     | ژانویه              | فوریه               | مارس                | آوریل               | مه                  | ژوئن                | ژوئیه               | اوت                 | سپتامبر             | اکتبر               | نوامبر              | دسامبر              | سال                 |
| ----------------------- | ------------------- | ------------------- | ------------------- | ------------------- | ------------------- | ------------------- | ------------------- | ------------------- | ------------------- | ------------------- | ------------------- | ------------------- | ------------------- |
| میانگین بیش‌ترین °C (°F) | ۵ (۴۱)              | ۵ (۴۱)              | ۱۹ (۶۶)             | ۲۵ (۷۷)             | ۲۹ (۸۴)             | ۳۴ (۹۳)             | ۳۸ (۱۰۰)            | ۳۹ (۱۰۲)            | ۳۴ (۹۳)             | ۲۷ (۸۱)             | ۱۶ (۶۱)             | ۴ (۳۹)              | ۲۲٫۹ (۷۳٫۲)         |
| میانگین روزانه °C (°F)  | −۲ (۲۸)             | ۲ (۳۶)              | ۱۰ (۵۰)             | ۲۰ (۶۸)             | ۲۵ (۷۷)             | ۳۰ (۸۶)             | ۳۲ (۹۰)             | ۲۸ (۸۲)             | ۲۰ (۶۸)             | ۱۷ (۶۳)             | ۱۰ (۵۰)             | −۲ (۲۸)             | ۱۵٫۸ (۶۰٫۵)         |
| میانگین کم‌ترین °C (°F)  | −۱۰ (۱۴)            | −۶ (۲۱)             | −۱ (۳۰)             | ۳ (۳۷)              | ۸ (۴۶)              | ۱۴ (۵۷)             | ۱۵ (۵۹)             | ۱۴ (۵۷)             | ۱۰ (۵۰)             | ۴ (۳۹)              | −۲ (۲۸)             | −۸ (۱۸)             | ۳٫۴ (۳۸)            |
| بارندگی میلی‌متر (اینچ)  | ۴۲ (۱٫۶۵)           | ۱۷۷ (۶٫۹۷)          | ۱۳۷ (۵٫۳۹)          | ۱۶۱ (۶٫۳۴)          | ۵۴ (۲٫۱۳)           | ۹ (۰٫۳۵)            | ۳ (۰٫۱۲)            | ۶ (۰٫۲۴)            | ۱۶ (۰٫۶۳)           | ۳۸ (۱٫۵)            | ۶۵ (۲٫۵۶)           | ۴۵ (۱٫۷۷)           | ۷۵۳ (۲۹٫۶۵)         |
| منبع: Climate-Data.org  |                     |                     |                     |                     |                     |                     |                     |                     |                     |                     |                     |                     |                     |

## حکومت
شهر پل‌خمری مرکز ولایت می‌باشد. تمام فعالیت‌های اجرای قانون در سراسر ولایت توسط پلیس ملی افغانستان (ANP) انجام می‌شود. رئیس پلیس ولایت، نماینده وزارت امور داخله در کابل است. نیروهای پولیس ملی توسط دیگر نیروهای امنیت ملی افغانستان (ANSF) از جمله نیروهای تحت رهبری ناتو پشتیبانی می‌شوند. محمد اکبر بارکزی در سال ۲۰۲۱ برای دومین بار والی این ولایت مقرر شد.

## مردم
در این ولایت اقوام مختلف مانند تاجیک، هزاره، ازبک، پشتون، گوجر، قزاق، مغول و پشه‌یی زندگی می‌کنند، اما اکثر مردم آن را تاجیک‌ها تشکیل می‌دهد.

## زبان
بیشتر مردم در این ولایت به زبان دری سخن می‌گویند.

## آموزش
آموزش در بغلان از سالهای ۱۳۵۱ الی ۱۳۶۹ فقط در سه لیسه خلاصه می‌شد: لیسه زراعت بغلان مرکزی، لیسه دخترانه بی بی حوا و لیسه ذکور شهر پلخمری بود که به‌علاوه آن حدود ۱۰ الی ۱۲ مکتب ابتداییه نیز فعالیت داشت. این مکاتب از نظر کمیت ضعیف، اما از نظر کیفیت عالی بودند چون فارغ التحصیلان آن همین اکنون در اکثر ادارات درجه اول دولت می‌باشند.
اکنون تعداد مکاتب به ۴۸۹ باب به شمول ۱۲۲ لیسه ذکور و ۳۵ لیسه اناث می‌رسد که بیش از ۳۲۰ هزار شاگرد به شمول ۱۲۰ هزار دختر با یک‌هزار معلم تدریس می‌شوند. علاوه بر مکاتب معارف یک دانشگاه و سه مؤسسه تربیه معلم نیز در بغلان فعالیت می‌کنند که یکی آن دولتی و دو مؤسسه آن خصوصی است. همچنان یک دارالعلوم و ۱۲ مکتب خصوصی نیز فعالیت دارد.
دانشگاه بغلان در شهر پلخمری موقعیت داشته و دارای شش دانشکده است و بیش از ۳۵۰۰ محصل به شمول دختران در آن تحصیل می‌کنند. مؤسسه تربیه معلم دولتی در شهر پلخمری موقعیت داشته که هفت شعبه فرعی آن در ولسوالی‌های بغلان مرکزی، نهرین، دهنه غوری، خنجان، خوست، بنو و دوشی فعالیت می‌کند و در مجموع اضافه از ۱۹۰۰ تن از طبقهٔ اناث و ۱۲۰۰ ذکور مصروف آموزش شیوه‌های معلمی هستند.
میزان سواد کلی ابتداییه در بغلان از ۲۱٪ در ۲۰۰۵ به ۲۴٪ در ۲۰۱۱ افزایش یافته است. نرخ کلی ثبت نام متوسطه از ۲۹٪ در ۲۰۰۵ به ۶۲٪ در ۲۰۱۱ افزایش یافته است.
دانشگاه بغلان در سال ۱۳۷۱ بنیانگذاری شد که شامل دانشکده‌های ادبیات علوم اجتماعی و ساینس می‌گردید و با آمدن طالبان بسته شد و بار و بودش به یغما رفت و در ماه جدی ۱۳۸۰ دوباره پیگیری شد و در سال ۱۳۸۲ دوباره بازگشایی شد و دوباره آغاز بکار کرد اکنون دارای دو دانشکده می‌باشد در سال ۱۳۸۰ به‌شمار ۱۰۳۰ دانش آموز که مرد و۳۵۰ زن و دارای ۴۴ استاد که ۴۰ تن مرد و۴ تن زن هستند.

### دانشکده کشاورزی تحصیلات عالی بغلان
این بازسازی به اندازه پنجاه جریب زمین در سه طبقه به شکل پخته و بنیادی به مصرف دو میلیون و دویست هزار دلار آمریکایی از بودجه انکشافی وزارت تحصیلات عالی توسط شرکت ساختمانی حریف اعمار گردیده است که دارای سی و دو اتاق درسی، یک سالن کنفرانس، کتابخانه، آزمایشگاه، اتاق نمایشگاه مواد کشاورزی، اتاق اداری همراه با یک مهراب مسجد می‌باشد.

## اقتصاد

### کشاورزی
محصولات اولیه کشاورزی بغلان در سال ۱۹۷۴ پنبه و چغندر بود که بهمین منظور فابریکه تولید قند صنعتی بغلان تحت نظارت جمهوری چک در دهه ۱۹۴۰ آغاز به فعالیت کرده بود. از این ولایت انگور، پسته و انار عالی نیز به‌دست می‌آورند.
این ولایت همچنین ابریشم تولید می‌کند و زغال‌سنگ در دره کرکر نیز استخراج می‌گردد. دام‌های اصلی آن نیز گوسفندان قره قُل است.
بر اساس سروی مشترک وزارت زراعت و ادارهٔ ملی احصاییه، بغلان با داشتن ۱۹٫۷ هزار هکتار شالی‌زار و تولید ۶۳ هزار تن برنج در سال جایگاه سوم تولیدی برنج در افغانستان را داراست. برنج بغلانی از لذت خاص برخوردار بوده و شهرت به سزایی در سطح کشور دارد.
محصولات دیگر آن کچالو، پیاز، جواری و نخود بوده که دارای میوه‌های لذیذ و متنوع نیز است.
خربوزه و تربوز در ولسوالی‌های بغلان مرکزی، دهنه غوری و دوشی کشت می‌گردد و سیب، ناک، آلوبالو، گیلاس و زرد آلو نیز در اندراب که شامل ولسوالی‌های بنو، ده صلاح و پل حصار است نیز به‌دست می‌آید. محصولات زراعتی بغلان علاوه بر مصرف داخلی بغلان در سایر ولایات مانند کابل و بلخ نیز به فروش می‌رسد.

### گردشگری
تعداد مکان‌های باستانی ولایت بغلان به ۲۶ عدد می‌رسد که در جملهٔ آنها تپه زارو، تپه صفاری، شورتپه شمرق، تپه رستم، شوربابا، زرد کمر، مسجد سفید، لالاقًدق، دشت کیله گی، قندرای‌ها و سرخ کوتل شامل می‌شوند. این مکانها در شهر پلخمری، ولسوالی‌های خوست، دوشی، بغلان مرکزی و دهنه غوری موقعیت دارند.

### صنعت
بغلان یکی از ولایات صنعتی افغانستان است و دارای فابریکه‌های متعدد تولیدی می‌باشد که مهم‌ترین آنان شرکت‌های سمنت غوری، نساجی افغان، قند بغلان سپین زر، و تأسیسات معدن زغال‌سنگ، پایه سازی سیلو، تصدی کاماز و میکانیزه زراعتی می‌باشند که در جریان جنگ‌های سی سال اخیر تعدادی از آنان از جمله شرکت سپین زر، تصدی کاماز و میکانیزه زراعتی از بین رفتند، اما فابریکه نساجی افغان پلخمری و فابریکهٔ سمنت غوری هنوز هم فعالیت دارند.
- فابریکه نساجی افغان پلخمری

این شرکت که در پلخمری موقعیت دارد، در سال ۱۳۱۵ تأسیس و در سال ۱۳۲۱ آغاز به فعالیت نمود. در آغاز فعالیت این فابریکه ۳۵۰۰ الی ۳۷۰۰ کارگر، و ۵۵۰ پایه ماشین بافت انگلیسی داشت. در سال ۱۳۳۱ به تعداد ۳۰۳ پایه ماشین بافت جرمنی و در سال ۱۳۴۰ به تعداد ۱۸۴ پایه ماشین بافت روسی به تجهیزات آت اضافه گردید و بدین ترتیب تعداد ماشینهای بافت این فابریکه به بیش از یکهزار پایه رسید. فابریکه نساجی افغان پلخمری روز به روز انکشاف می‌نمود و اوج تولید آن در سال ۱۳۴۲ به ۲۱ میلیون متر تک می‌رسید.
اما این فابریکه بعد از دههٔ ۱۳۷۰ تدریجاً روبه سقوط نهاد و در حال حاضر ۶۰ پایه ماشین بافت آن فعال بوده که دریک روز ۶۰۰ متر تک سفید تولید می‌کند. در مجموع تولید یکساله آن به ۶۱۲۰ متر تکه می‌رسد و ۳۷۰ کارگر در آن مصروف کار هستند.
- فابریکه سمنت غوری

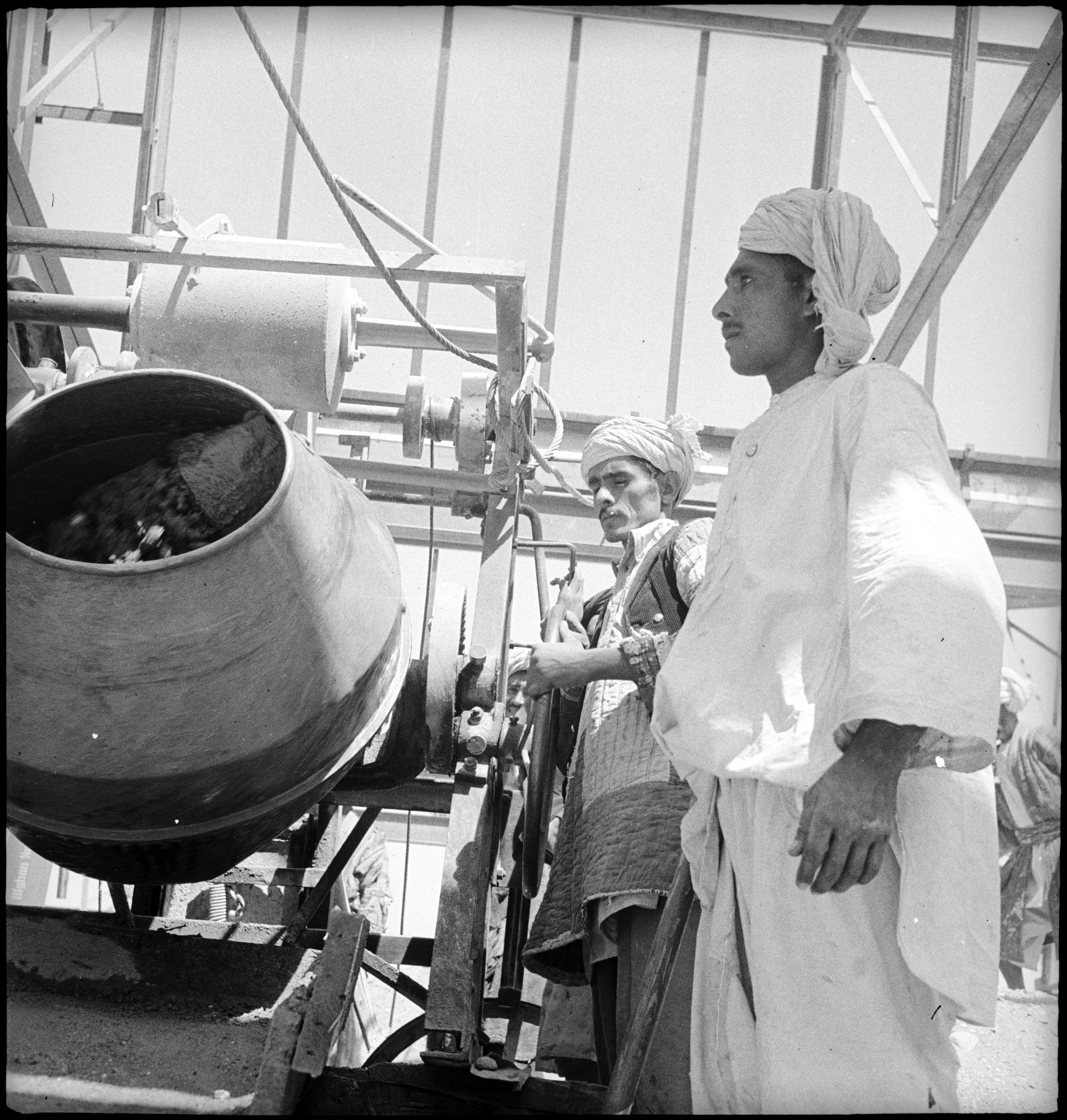
فابریکه سمنت غوری. ۱۹۳۹

این شرکت نیز در شهر پلخمری موقعیت داشته که قرار داد مرحله اول آن بین افغانستان و چکوسلواکیا در ۲۷ حمل ۱۳۴۰ عقد گردید. در مرحله اول این فابریکه در ۲۴ ساعت ظرفیت تولید ۲۰۰ تُن سمنت را داشت و در مرحله دوم کوره دوم آن آغاز به فعالیت نمود که ظرفیت تولید آن در ۲۴ ساعت به ۴۰۰ تُن سمنت افزایش یافت. در آن زمان ۴۰۰ کارگر دراین فابریکه کار می‌کردند، اما بعد از سالهای ۱۳۶۲ فابریکه سمنت به علت جنگ‌های داخلی روز به روز رو به رکود نهاد و تولید آن در ۲۴ ساعت به ۲۱۰۰ تُن رسید. فابریکه سمنت غوری در سال ۱۳۸۲ دوباره رشد نمود و تولید آن روزانه به ۲۰۰ الی ۴۰۰ تُن رسید. این فابریکه در سال ۱۳۸۶ برای ۴۹ سال به سکتورخصوصی داده شده است.
فابریکه دوم سمنت در سال ۱۲۹۱ هجری شمسی با تولید هزار تُن سمنت دریک روز با داشتن ۷۰۰ کارگر آغاز به کار نمود، اما اکنون در این فابریکه ۷۵۰ کارگر است. مجموع این دو کارخانه (کهنه و جدید) بترتیب ۲۰۰ تن و ۱۰۰۰ تُن تولید دارد که در تمام کشور به فروش عرضه می‌گردد.
- فابریکه قند بغلان

این شرکت در سال ۱۳۱۹ در شهرک صنعتی بغلان مرکزی آغاز به فعالیت نمود. این فابریکه در طول یکسال سه الی چهار ماه در وقت حاصلات لبلبو فعالیت می‌کرد و در ۲۴ ساعت از ۱۱۰۰ الی ۱۲۰۰ بسته بوره (شکر) ۹۰ کیلویی تولید داشت. بعد از کودتای ۷ ثور سال ۱۳۵۷ و بر اثر جنگ‌های دههٔ ۱۳۷۰ از فعالیت بازماند، اما در سال ۱۳۸۷ به کمک آلمان مجدداً آغاز به کار نمود و این بار نظر به عوامل مختلف در هرسال بیش از یکماه فعالیت کرده نتوانست و تولید آن روزانه به ۱۰۰ الی ۲۰۰ بسته بوره (شکد) ۹۰ کیلویی می‌رسید. از سال ۱۳۹۴ بدینسو دوباره فعال شده و همه ساله در ماه عقرب که حاصلاتپلبلبو می‌گیرند تولید بوره (شکر) فابریکه هم آغاز می‌شود.

### معادن

معادن زغال‌سنگ کرکر در افغانستان

بغلان دارای هفت معدن زغال‌سنگ می‌باشد که شامل معدن کرکر، دود کش و آهن دره شهر پلخمری، دو معدن در ولسوالی تاله و برفک، یک معدن در ولسوالی ده صلاح و یک معدن بنام چنارک در ولسوالی نهرین است. معدن کرکر در سال ۱۳۱۷ توسط یک چوپان کشف شد. در سال ۱۳۵۰ این معادن به تصدی تبدیل شده و اوج تولید آن در سال ۱۳۶۶ بود که به ۱۶۵ هزار تُن زغال می‌رسید. کمترین تولید آن در سال ۱۳۷۰ بود که به ۱۰ هزار تن می‌رسید. اکنون تولید ماهانهٔ این معادن از ۲۵ تا ۳۵ تُن می‌رسد.

## فرهنگ
تلاش‌های فرهنگی ولایت بغلان از سالهای ۱۳۰۰ هجری شمسی در شهر خان آباد ولایت کندز شروع شد. در آنزمان خان آباد یکی از ولسوالی‌های ولایت بغلان بود که برای اولین بار نشریه پانزده روزه ای را زیر نام اتحاد به نشر می‌رساند که اولین مدیر مسئول آن ملا نقیب الله بود. این نشریه که در چوکات اطلاعات و فرهنگ فعالیت می‌کرد، در سال ۱۳۳۶ به مرکز شهر جدید بغلان منتقل شده و به هفته نامه تبدیل گردید. الی ۱۳۶۷ در بغلان مرکزی فعالیت داشت واز آن پس به شهر پلخمری منتقل شد. اکنون مدیر مسوول این هفته نامه «سید عبدالله سادات» است. در این اواخر در پهلوی نشریه اتحاد، چند نشریه دیگر مانند ماهنامه عقاب، هفته نامه ندای اسلام، هفته نامه سلسله و هفته نامه غچی نیز در بغلان فعالیت دارند.
انجمن‌های فرهنگی سالها است که در این ولایت فعالیت دارند، مانند: انجمن نویسندگان بغلان، انجمن فرهنگی ادیب و کانون فرهنگی حکیم ناصر خسرو بلخی. همچنان نویسندگان خوب نیز در این ولایت پرورش یافته‌اند.
علاوه بر آن، کتابخانه‌های زیادی در اختیار جوانان قرار دارد مانند کتابخانه دانشگاه بغلان و کتابخانه ریاست اطلاعات و فرهنگ.

### موسیقی
موسیقی محلی از گذشته‌ها بدینسو در ولایت بغلان رواج دارد و هنرمندان از آلات موسیقی مانند غیچک، دمبوره، طبل و زیربغلی استفاده می‌کنند. در یک دههٔ اخیر تعدادی از هنرمندان بغلان که از کشورهای غربی آمده‌اند موسیقی شرقی و غربی را نیز در بین جوانان مروج ساخته‌اند اما موسیقی محلی نیز پرطرفدار است و هنرمند مشهور آن بنام اکبر بغلانی یاد می‌شود.

### رسانه
برای اولین بار در سال ۱۳۶۷ آمریت رادیو تلویزیون دولتی بغلان شروع به کار نمود که تمامی برنامه‌های رادیو-تلویزیون ملی افغانستان را نشر می‌کرد، اما در کنار آن، این تلویزیون دو ساعت برنامه‌های محلی مانند گزارش‌های مجالس فرهنگی و محافل دولتی را نیز در برنامه داشت. رسانه‌ها در بغلان بعد از سقوط حکومت طالبان، رشد قابل ملاحظه نموده و در حال حاضر علاوه برتلویزیون ملی، شبکه نشراتی افغان کیبل بزرگ‌ترین شبکه نشراتی کیبلی در افغانستان با ۲۲ سال قدامت و دو تلویزیون خصوصی بنام‌های (پاسبان) و (تنویر) از ماه قوس ۱۳۹۱ بدینسو نیز به نشرات آغاز نموده‌اند همچنان پنج رادیوی محلی بنام‌های چونغر، آرزوها، پیمان، ادیب، بغلان نیز در این ولایت نشرات دارند.

## خدمات اجتماعی

### بهداشت
درصد خانوارهای بغلانی که به آب پاک آشامیدنی نیاز دارند از ۱۹٪ در سال ۲۰۰۵ به ۲۵٪ در سال ۲۰۱۱ افزایش یافته است. درصد تولدهایی که یک مادر نزد قابله ماهر مراجعه می‌کند از ۵٫۵٪ در ۲۰۰۵ به ۲۲٪ در ۲۰۱۱ افزایش یافته است.

### زیربناء

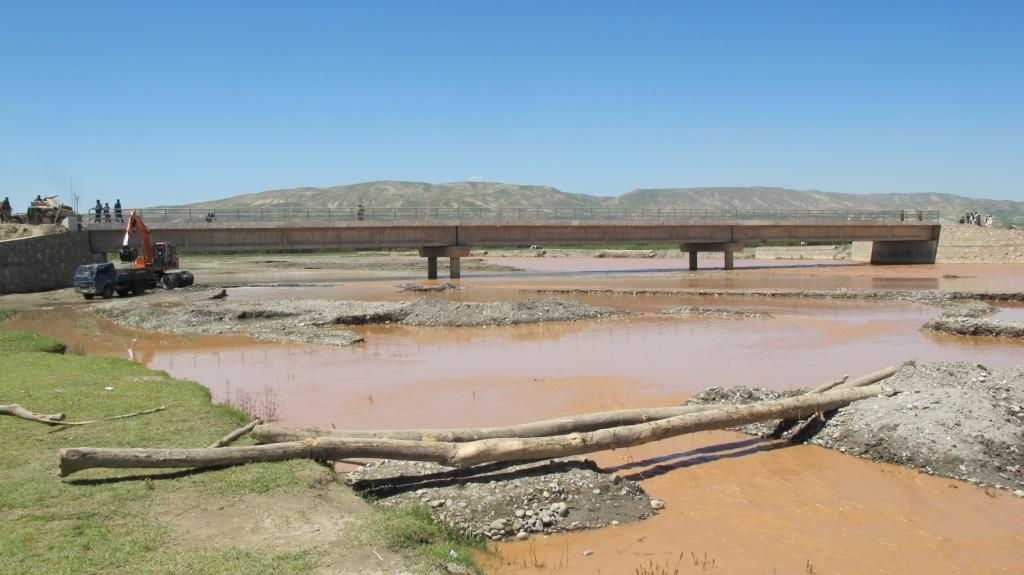
پُل کوکچنار بالای دریای بغلان

ولایت بغلان دارای دو بند بزرگ آب است که هر دو در شهر پلخمری قرار دارد و بنام‌های بند اول و بند دوم یاد می‌شود. بند اول دارای ۳ توربین بوده که هر توربین آن یک و نیم میگاوات برق تولید می‌کند. این بند ظرفیت ذخیره دو میلیون متر مکعب آب را دارد. بند دوم بعد از بند اول واقع است که از آب‌بند اول استفاده می‌کند. این بند دارای ۳ توربین می‌باشد که هر کدام ۳ میگاوات برق تولید می‌نماید. این بندها در مجموع با تولید ۱۳٫۵ مگاوات برق، نیاز مردم ولایت بغلان را مرفوع ساخته و هزاران جریب زمین زراعتی بغلان را نیز آبیاری می‌نمایند.

## تقسیمات استانی
این ولایت به ۱۵ وُلُسوالی (شهرستان) تقسیم شده است پل خمری مرکز آن می‌باشد که تقریباً ۲۴۲٬۸۵۹ نفر جمعیت دارد.
جمعیت کل ولایت بغلان به ۱٬۰۱۴٬۶۳۴ تن بالغ می‌شود ۱۶۹٬۱۰۵ خانواده در این ولایت وجود دارد و هر خانواده به‌طور میانگین شش عضو دارد.

### شهرستان‌ها

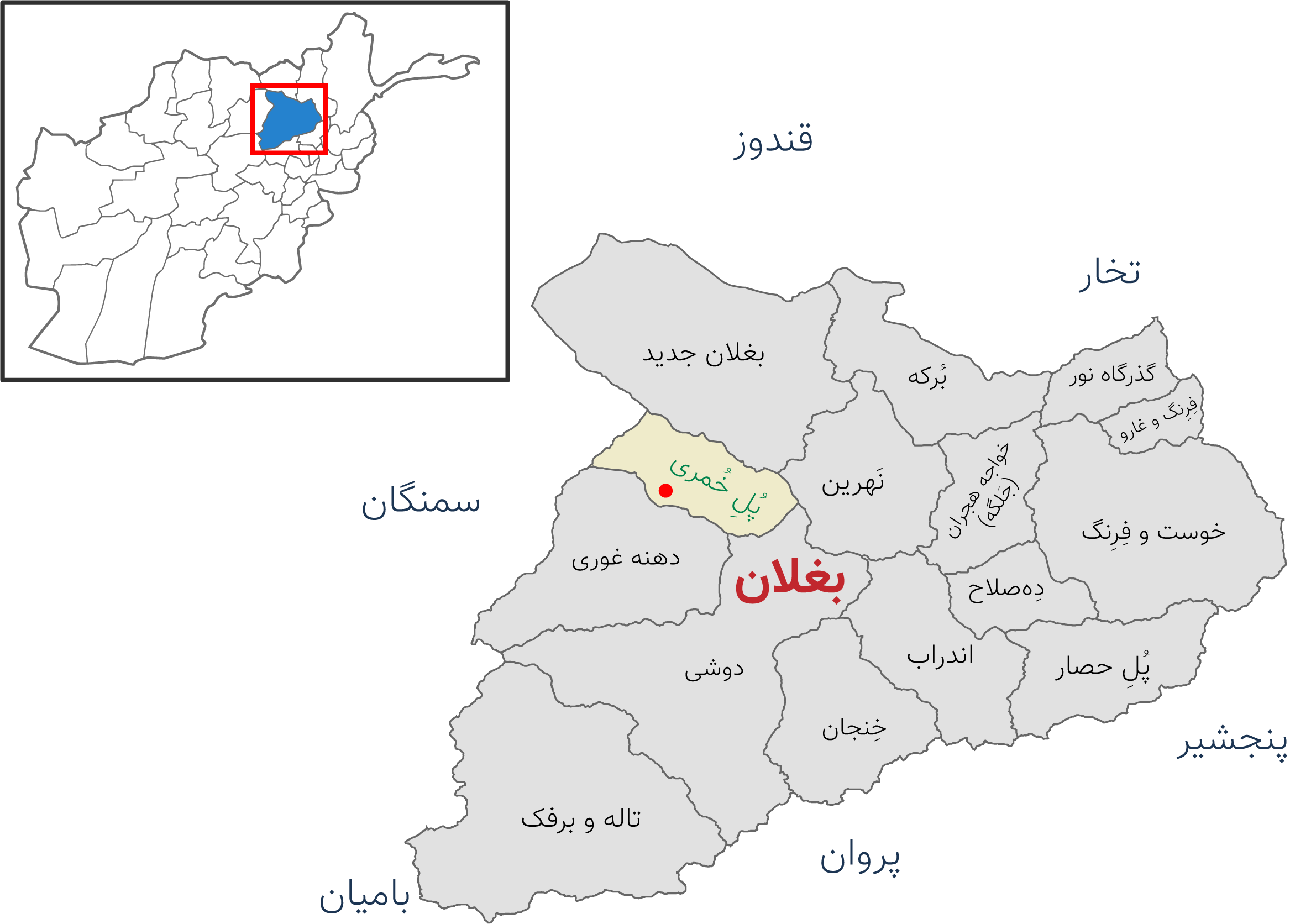
ولسوالی‌های بغلان

| - پُلِ خُمری - بغلان جدید - دهانه غوری | - خوست و فِرِنگ - فِرِنگ و غارو - گذرگاه نور | - شهرستان اندراب - شهرستان دِه‌صلاح - شهرستان پُلِ حصار | - شهرستان نَهرِین - شهرستان جَلگه - شهرستان بُرکه | - شهرستان خِنجان - شهرستان دوشی - تاله و برفک |